# Église de Estômbar

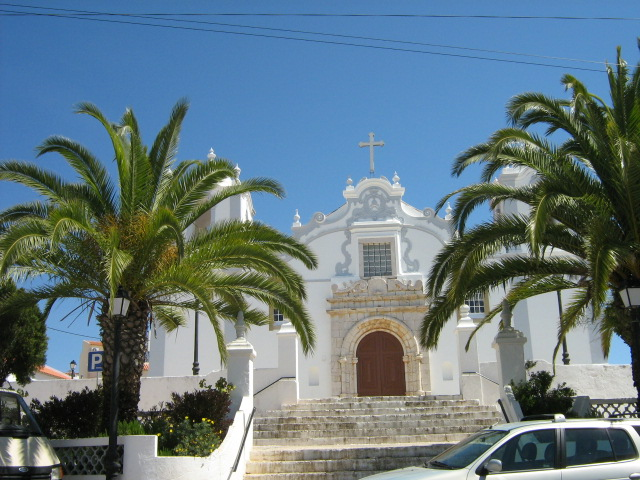
L'église de Estômbar.

L'église de Estômbar est une église située dans la municipalité (Freguesia) de Lagoa dans la région de l'Algarve, au Portugal. Dédiée à Saint Jacques, datant du XVIe siècle, elle est déclarée Monument National.

## Description
Elle est un bon exemple d'architecture manuéline populaire, avec nef tripartite, plafond en bois, absence de transept, trois autels, et chapelles latérales. Elle a beaucoup souffert du tremblement de terre de 1755, à l'exception de la porte manuéline. Sa reconstruction de 1755 à 1770 en transforme l'aspect.